# Brassavola nodosa
Brassavola nodosa är en orkidéart som först beskrevs av Carl von Linné, och fick sitt nu gällande namn av John Lindley. Brassavola nodosa ingår i släktet Brassavola och familjen orkidéer. Inga underarter finns listade i Catalogue of Life.

## Bildgalleri

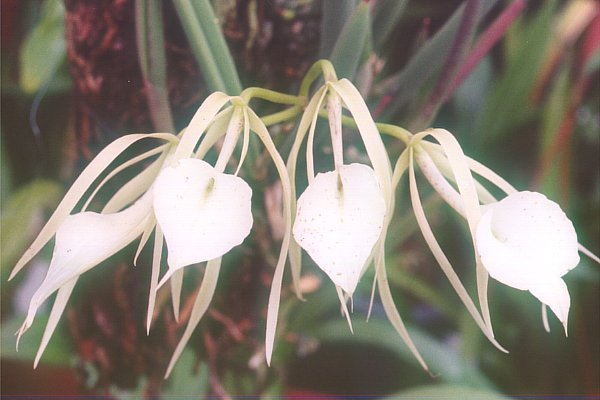
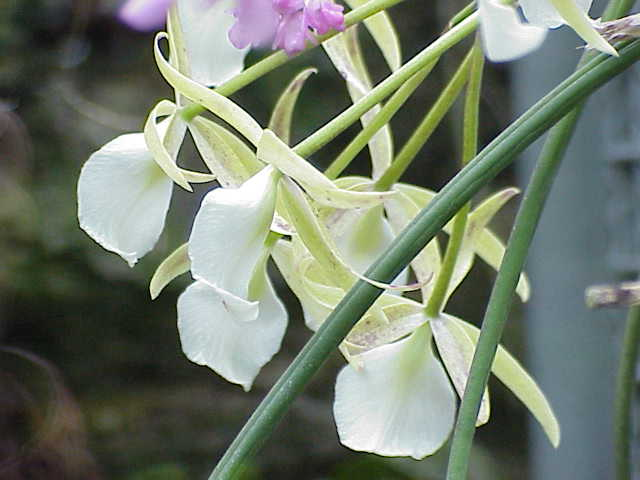
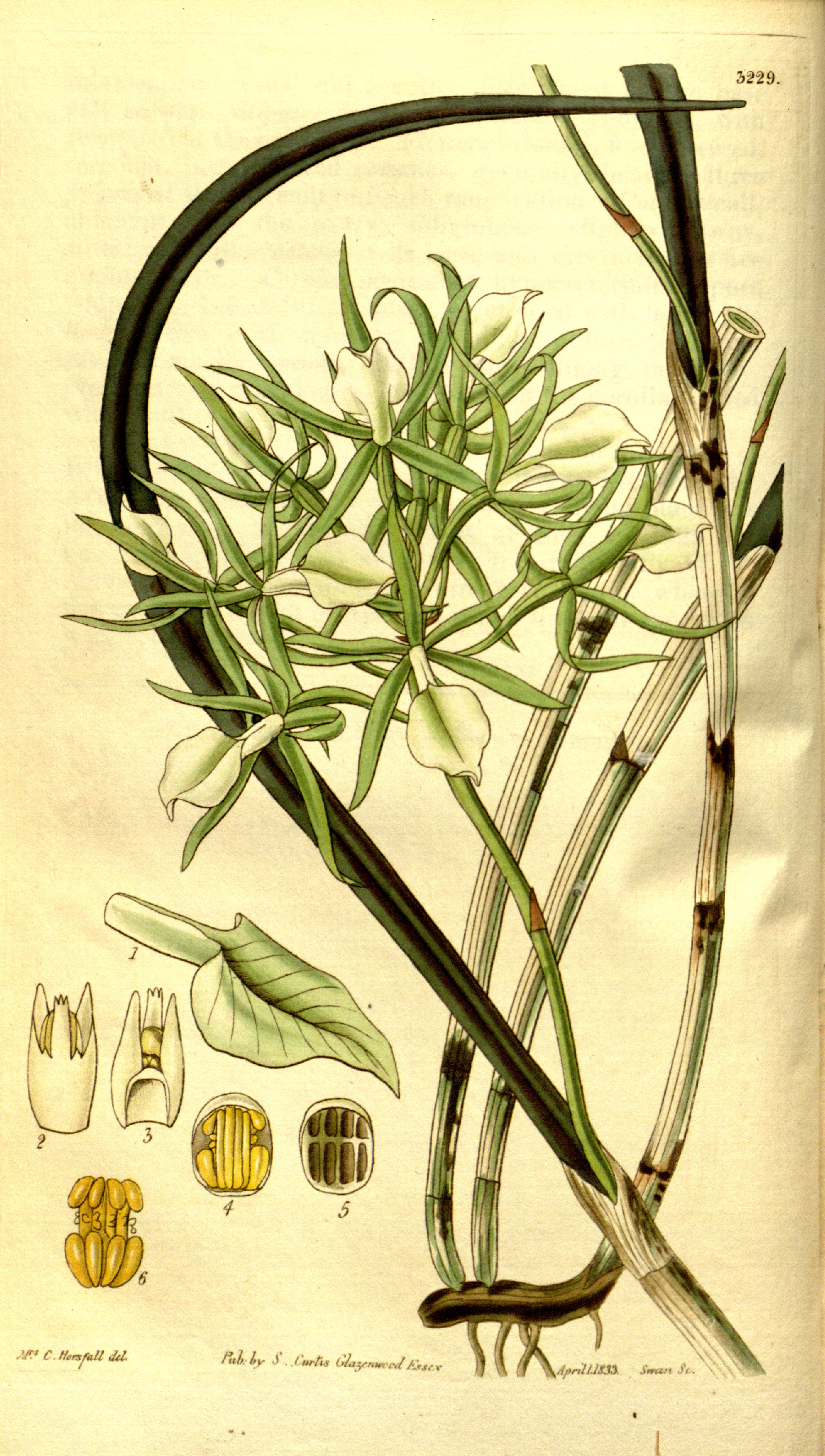
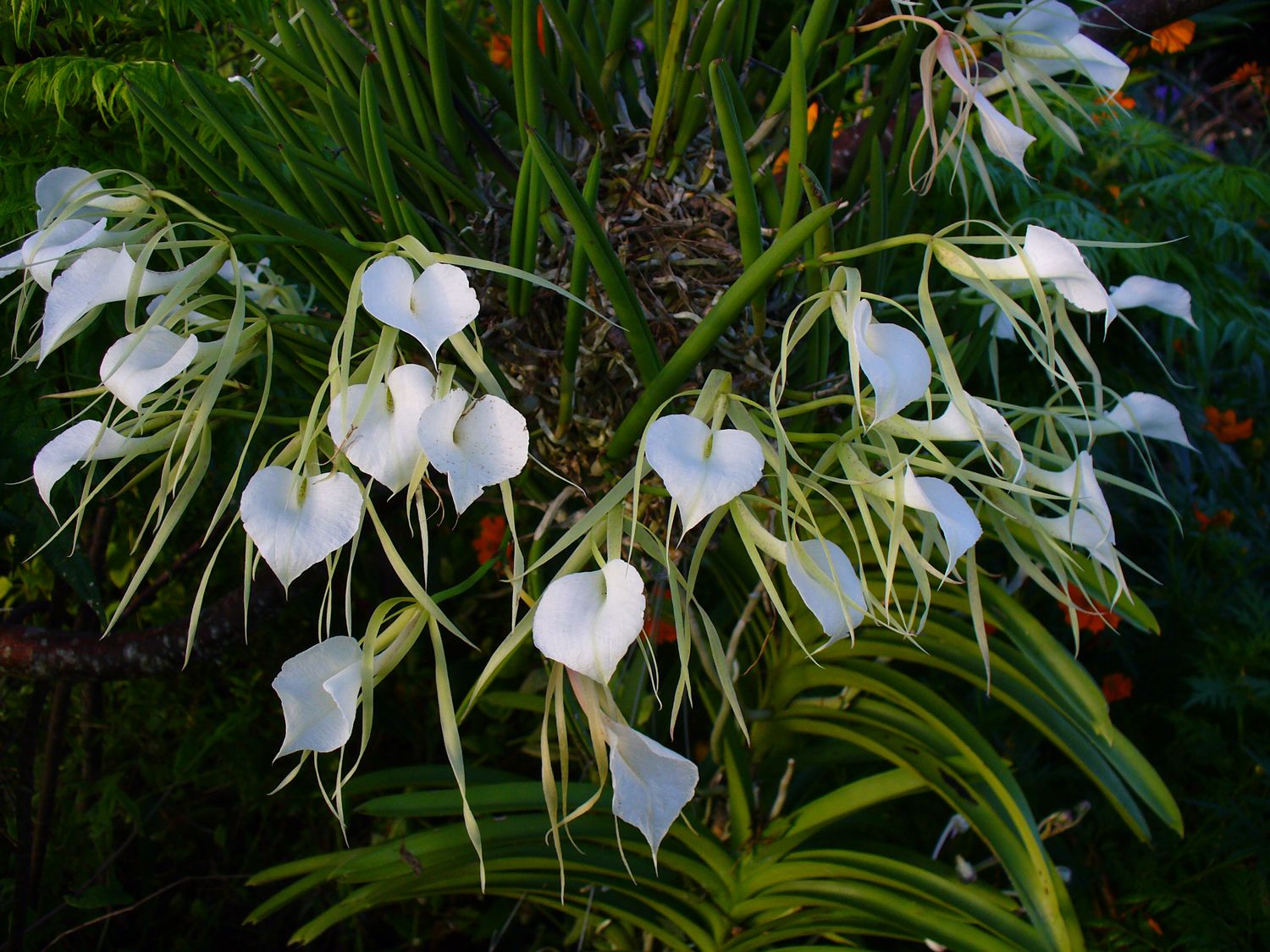
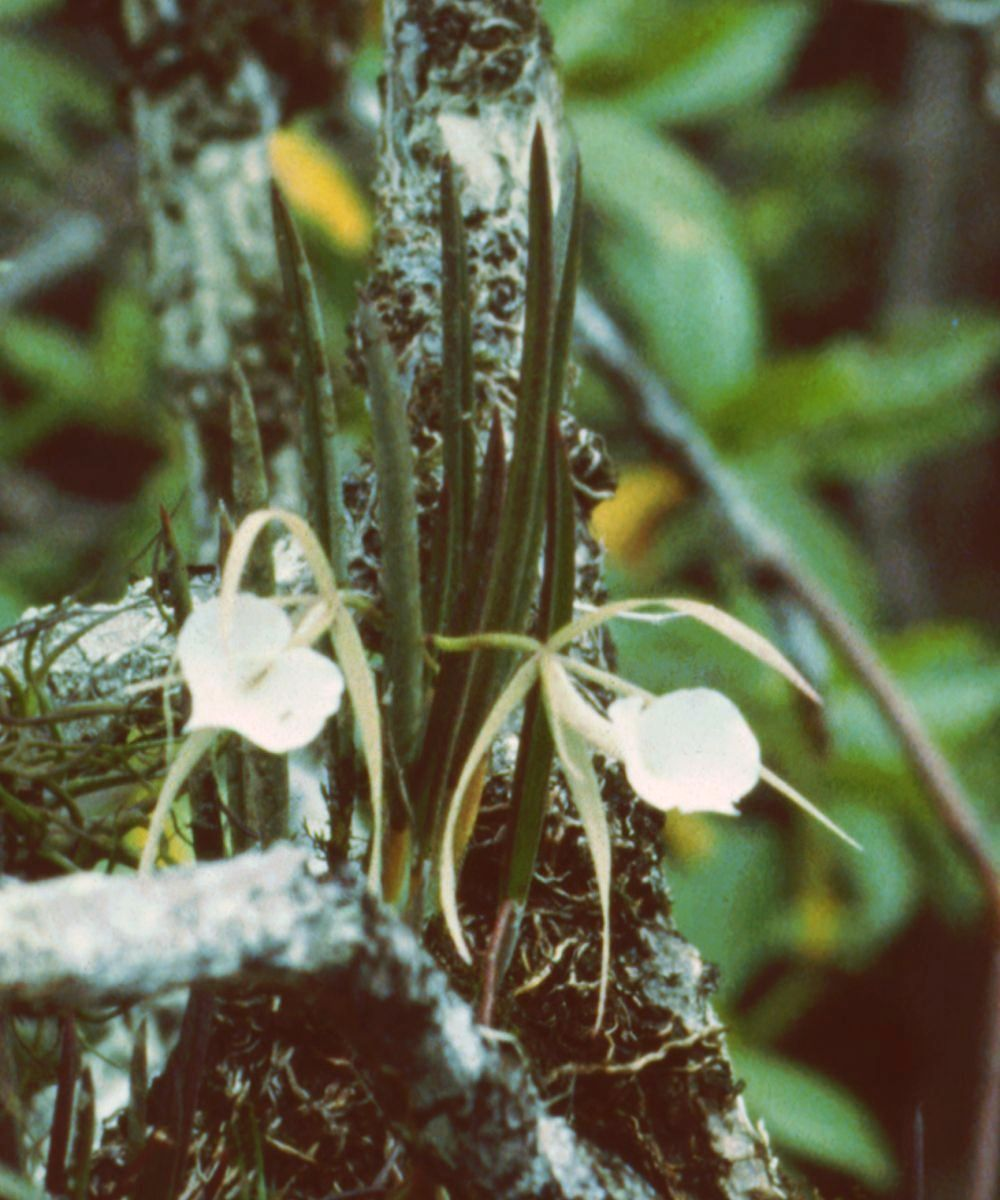
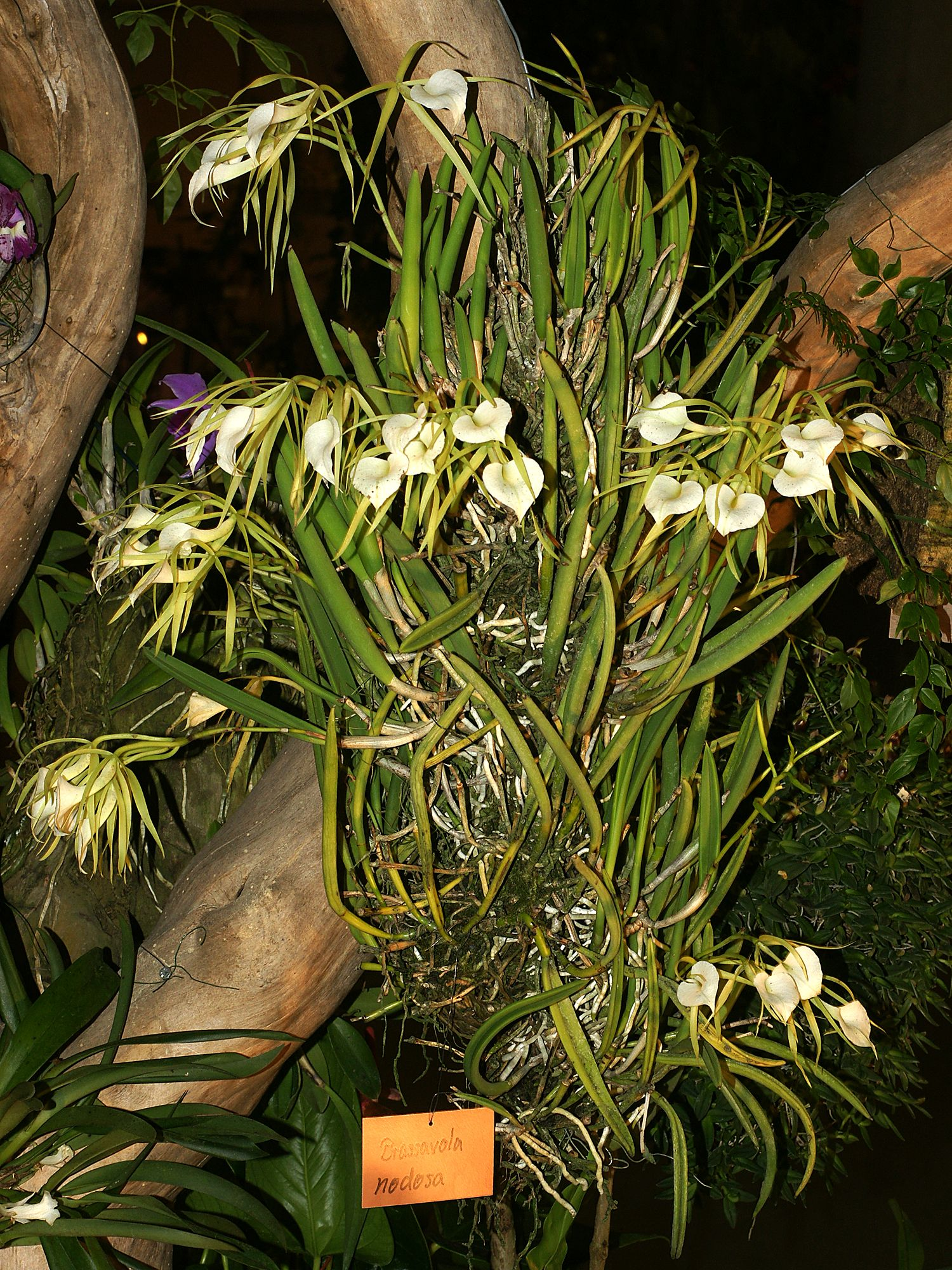